# 梅尔斯巴赫
梅尔斯巴赫是德国莱茵兰-普法尔茨州的一个市镇。总面积2.80平方公里，总人口2000人，其中男性957人，女性1043人（2011年12月31日），人口密度714人/平方公里。